# Johannes Lutma den äldre

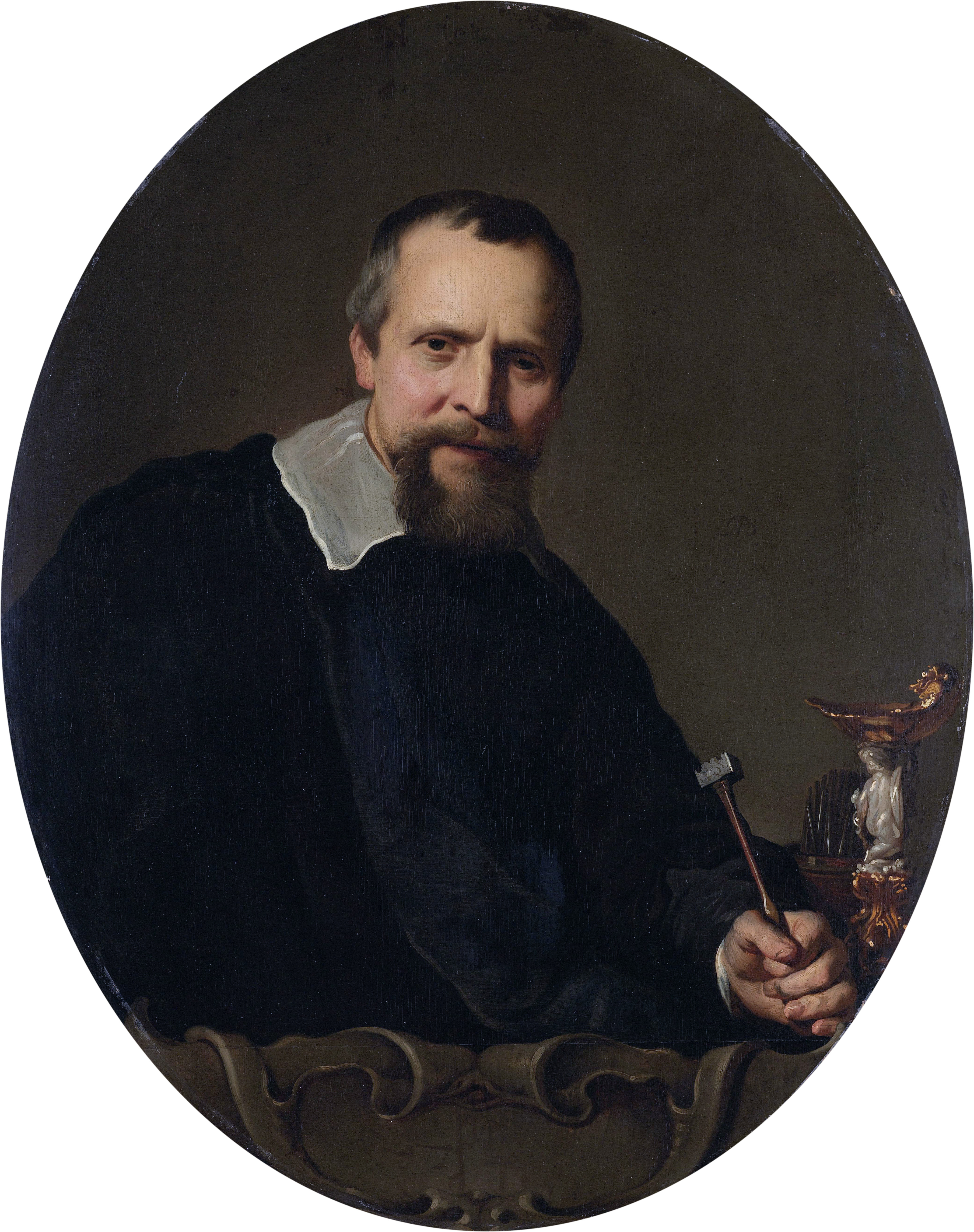
Johannes Lutma den äldre, porträtterad av Jacob Adriaenszoon Backer.

Johannes (eller Janus) Lutma den äldre, född omkring 1584 i Emden, död 1669 i Amsterdam, var en holländsk silversmed och kopparstickare. Han var far till Johannes Lutma den yngre.
Lutma är mest känd genom berömda, av Rembrandt 1656 raderade, porträtt. 

## Fotnoter
1. ↑  RKDartists, RKDartists-ID: 51418, läst: 23 augusti 2017.[källa från Wikidata]
2. ↑  Joannes Lutma, Biografisch Portaal (på nederländska), Biografisch Portaal-nummer: 70990969.[källa från Wikidata]
3. ↑  ECARTICO, ECARTICO person-ID: 11058, läst: 9 oktober 2017.[källa från Wikidata]
4. 1 2 3 4 5 6 7  ECARTICO, ECARTICO person-ID: 11058, läst: 4 januari 2024.[källa från Wikidata]
5. ↑  Plaquette met portret Frederik Hendrik (1584-1647), 1626-1630 (på nederländska), 1626, plakett, läst: 5 december 2021.[källa från Wikidata]